# شیلدتال
شیلدتال (به آلمانی: Schildetal) یک شهر در آلمان است که در نوردوست‌مکلنبورگ واقع شده‌است. شیلدتال ۸۲۲ نفر جمعیت دارد.